# Mindaugas Liutvinskas
Mindaugas Liutvinskas (* 2. Januar 1992 in Kuršėnai) ist ein litauischer Beamter und Politiker, Vizeminister, stellvertretender Finanzminister Litauens.

## Leben
Nach dem Abitur 2011 an der Mittelschule Pavenčiai der Rajongemeinde Šiauliai absolvierte Liutvinskas von 2011 bis 2015 das Bachelorstudium der Politikwissenschaft  an der Vilniaus universitetas in  der litauischen Hauptstadt Vilnius und von 2015 bis 2016 das Masterstudium Internationale Politische Ökonomie an der London School of Economics and Political Science (LSE) in England.  
Von 2016 bis 2017 und von 2013 bis 2015 war er Gehilfe und Berater des konservativen Seimas-Mitglieds Gabrielius Landsbergis in der Kanzlei des Seimas der Republik Litauen. Von Juni 2017 bis Januar 2021  arbeitete er für die Zentralbank von Litauen als Senior Economist und Leiter der Abteilung für wirtschaftspolitische Analyse der Abteilung für internationale Beziehungen.     
Seit  2021 ist Liutvinskas Stellvertreterin der Finanzministerin Gintarė Skaistė im Kabinett Šimonytė.